# 戦え!ビッグファイター
『戦え!ビッグファイター』(Tatakae! Big Fighter)は、1989年に日本物産（ニチブツ）から発売されたアーケード用シューティングゲーム。キャッチコピーは「戦闘機からロボットへ自由自在に変形!!」。

## 概要
横スクロールのシューティングゲーム。ボタンアクションで戦闘機とロボットの二形態にチェンジする。ロボット形態では手足が伸び、敵の攻撃が当たる面積が増えるが、戦闘機形態では進行方向（前後）にしかできなかった射撃がレバー操作で上下、斜め方向にも行えるようになり、ショットも3つに分かれる拡散ショットとなる。また戦闘機形態は敵や敵弾に当たると即座に1ミスとなるが、ロボット形態ではPOWERが3つ分あり、攻撃に当たるとそれが1つ減り、POWERが無くなると1ミスとなる。また、ロボット形態の場合、地形に触れてもミスにはならなくなる。変形中は自機の周りにバリヤー状の「ラウンド弾」が発生し、これで敵を攻撃できる。意図的に変形を繰り返して射撃の当て難い部分を攻撃することが可能。ただし、ラウンド弾は攻撃用なので、破壊可能な敵弾を相殺したりはできるが、敵の攻撃全てを防ぐことができるわけではない。
ステージクリア毎にオペレーター（美少女）が登場するが、毎回同じグラフィックで、特にストーリーやステージ攻略のヒントを語るようなことはない。
1985年に同社からリリースされた『テラクレスタ』の敵キャラクター「マンドラー」が登場する。

### アイテム
- スピードアップ - 自機の移動スピードがアップする。
- スピードダウン - 自機の移動スピードがダウンする。
- スクロールストップ - 一定時間、画面のスクロールが止まる。
- フォース - 戦闘機状態で取得すると、敵の攻撃に4回耐える事ができる。ロボット形態時に取得すると、POWERが回復する。
- ガン - ショットが一段階パワーアップする。最大3段階まで上がる。
- ボム - 戦闘機形態では前方に落下しながら地面を這う爆弾を発射、ロボット形態では敵を追尾するミサイルを発射する。後述のビームアイテムとは併用できない。
- ビーム - ビームアイテムは全部で3種類が存在する。
  - その1 - 戦闘機形態では前方に上下に広がるリング状のビームを発射、ロボット形態では攻撃方向とは反対の方向に3方向に拡散する弾を発射する。
  - その2 - 戦闘機形態ではショットに合わせて貫通する弾を発射、ボタンを押す長さによって貫通力が変化する。ロボット形態では壁や地面にぶつかると跳ね返る弾を発射する。
  - その3 - 戦闘機形態では自機の上下に回転する弾を発射、ロボット形態では攻撃方向に追加で弾を発射する。

## 移植版
| No. | タイトル              | 発売日        | 対応機種        | 開発元                | 発売元     | メディア                              | 備考 | 出典        |
| --- | --------------------- | ------------- | --------------- | --------------------- | ---------- | ------------------------------------- | ---- | ----------- |
| 1   | 戦え!ビッグファイター | 2025年4月17日 | Nintendo Switch | ハムスター (移植担当) | ハムスター | ダウンロード (アーケードアーカイブス) |      | [ 1 ] [ 2 ] |
| 1   | 戦え!ビッグファイター | 2025年4月19日 | PlayStation 4   | ハムスター (移植担当) | ハムスター | ダウンロード (アーケードアーカイブス) |      | [ 1 ] [ 2 ] |